# 자유 소프트웨어

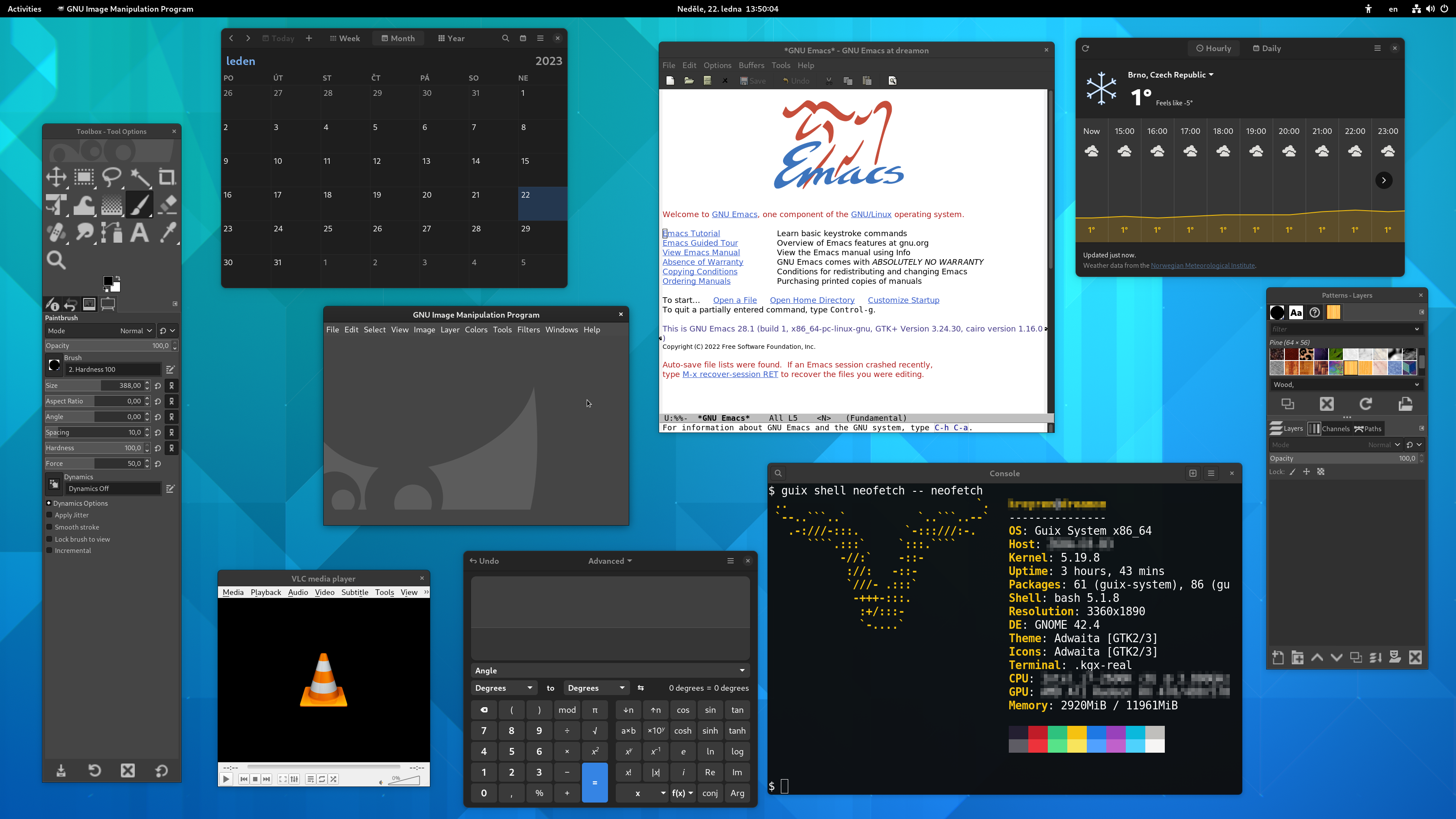
GNU Guix. 대표적인 애플리케이션을 실행하는 GNU FSDG 준수 자유 소프트웨어 운영 체제의 예. GNOME 데스크톱 환경, GNU 이맥스 텍스트 편집기, GIMP 이미지 편집기, VLC 미디어 플레이어를 보여주고 있다.

자유 소프트웨어(영어: free software)는 복사와 사용, 연구, 수정, 배포 등의 제한이 없는 소프트웨어 혹은 그 통칭이다. 소프트웨어의 수정 및 수정본의 재배포는 인간이 해독 가능한 프로그램의 소스 코드가 있어야만 가능하며, 소스 코드는 GPL 등의 라이선스를 통하거나, 혹은 극히 드물게 퍼블릭 도메인으로 공개되기도 한다. 자유 소프트웨어 운동은 초창기의 컴퓨터 사용자들이 이러한 자유를 누릴 수 있도록 하기 위해서 1983년에 시작되었다.
1990년대 후반에는 자유 소프트웨어 대신 오픈 소스 소프트웨어라는 용어가 많이 쓰이기 시작했다. 하지만 자유 소프트웨어 재단은 자유로운 사용을 강조하는 대신 기술적인 면에 치우친 용어라는 점에서 "오픈 소스 소프트웨어"라는 용어 대신 "자유 소프트웨어"라는 용어를 사용할 것을 권장한다. 이와 반대되는 개념으로 독점 소프트웨어 혹은 비자유 소프트웨어 등의 용어도 있다.
자유 소프트웨어는 완전히 무료로 또는 최소한의 금액만을 받고 자유롭게 배포되어야 하며 자유 소프트웨어를 통한 비즈니스 모델들은 대개 고객 지원이나 커스터마이징 등을 통한 것들이다. 반면 독점 소프트웨어를 이용한 비즈니스 모델들은 사용자가 합법적으로 소프트웨어를 이용하기 위한 허가를 위해서 반드시 일정 비용을 지불해야 하기 때문에, 자유 소프트웨어와는 맞지 않는다.
자유 소프트웨어는 이제 거대한 전 세계적인 움직임으로 확산되었으며, 개인 및 거대 단체와 정부 기관 등에서 사용하는 소프트웨어들이 만들어지고 있다. 아파치 웹 서버나 MySQL 데이터베이스, PHP 스크립트 언어 같은 자유 소프트웨어들은 서버 측 인터넷 애플리케이션 영역에서 강한 영향력을 지니고 있다. 완벽히 자유로운 컴퓨터 환경은 리눅스나 FreeBSD 등의 시스템 소프트웨어들을 기본으로 한 많은 패키지들을 통해서 구성할 수 있다. 자유 소프트웨어 개발자들은 웹 브라우저나 오피스 제품군 혹은 멀티미디어 플레이어 등의 거의 대부분의 데스크톱 애플리케이션들을 자유 소프트웨어로 만들어냈다. 그러나 많은 영역에서 개인 사용자를 위한 이런 소프트웨어들은 경쟁 독점 소프트웨어들에 비해 미미한 시장 점유율만을 차지하고 있다. 대부분의 자유 소프트웨어들은 온라인으로 무료로 제공되거나, 오프라인으로 적당한 가격으로 배포된다. 그러나 이것이 필수적인 것은 아니다.
자유 소프트웨어의 경제적 가능성은 IBM이나 레드햇, 썬 마이크로시스템즈 등의 거대 회사들에 의해 인식되었다. 주력 산업이 IT 영역이 아닌 많은 회사들이 인터넷의 홍보 및 판매 사이트를 위해 비용이 적게 들고 애플리케이션을 쉽게 수정할 수 있다는 점에서 자유 소프트웨어를 선택했다. 또한 소프트웨어 이외의 산업에서도 그 연구와 개발을 위해서 자유 소프트웨어의 개발과 유사한 방법을 사용하기 시작했다. 예를 들어 과학자들은 좀 더 공개된 개발 과정을 생각하고 있었고, 마이크로칩과 같은 하드웨어들은 카피레프트 라이선스가 적용된 명세서와 함께 개발되기 시작했다.(오픈코어 프로젝트를 참조.) 크리에이티브 커먼스나 자유 문화 운동 등의 움직임들도 또한 자유 소프트웨어 운동의 영향을 크게 받은 사례이다.

## 정의
자유 소프트웨어를 이해하려면 먼저 자유에 무게중심이 있다는 것을 이해해야 한다. 자유는 소프트웨어를 자유롭게 이용할 수 있도록 하는 것을 의미하며 자유롭게 이용함을 말한다. 자유에는 일정한 책임이 따르게 된다. 자유롭게 이용하더라도 출처를 밝히고 소프트웨어를 사용하는 조건이 무엇인지 알아야 한다. 이유는 본인 혼자서 자유롭게 쓴다 하더라도 결국 재생산, 재배포 등의 활동이 수반될 수 있기 때문에 책임범위 안에서 활동할 수 있다.
자유는 결국 책임을 수반한다고 보고 책임을 다하는 것은 출처를 밝히고 사용조건을 준수하는 것이다. 결론적으로 자유 소프트웨어에 대한 정의는 남이 만든 소프트웨어를 사용할 경우 책임을 지겠다는 최소한의 조건을 이행함으로써 누구나 쉽게 사용할 수 있게 하는 것이다.

## 역사
1950년대부터 1970년대까지의 컴퓨터 사용자들은 대부분의 소프트웨어를 자유롭게 이용할 수 있었다. 사람들은 흔하게 소프트웨어를 서로 공유했고, 하드웨어 제조사들은 하드웨어를 편리하게 사용할 수 있게 하는 소프트웨어들이 제작되는 것을 기꺼워했다. 1970년대와 1980년대 초반에는 소프트웨어 산업이 복제권을 법적으로 적용하기 시작하여, 사용자들이 소프트웨어를 연구하거나 수정하지 못하도록 바이너리 형태로만 배포하는 등의 기술적 방법을 사용하곤 했다.
1983년에, 리처드 스톨만은 컴퓨터 산업의 이러한 변화에 저항해 GNU 프로젝트를 시작했다. 1984년에는 GNU 운영 체제의 개발이 시작되었으며, 자유 소프트웨어 재단(FSF)은 1985년 10월에 설립되었다. 그는 카피레프트를 주창하며 자유 소프트웨어의 정의를 모두가 자유롭게 사용할 수 있도록 디자인된 소프트웨어로 소개하였다. 1991년에는 핀란드에서 리누스 투르발스가 리눅스를 발표하였고 이것이 GNU 프로젝트에 통합되면서, 자유 소프트웨어 커뮤니티는 활성화되기 시작했다.

## 자유 소프트웨어 사용권
- 공중 사용 허가서 (Public license)
- BSD 사용 허가서 (BSD license)
- GNU 일반 공중 사용 허가서 (GNU General Public License)

## 대표적인 자유 소프트웨어
- 리눅스 - 운영체계
- BSD - 운영체계
- 리브레오피스 - 오피스 제품군
- 오픈오피스 - 오피스 제품군
- 모질라 파이어폭스- 웹 브라우저
- 크로미엄- 구글 크롬의 오픈 소스 버전의 웹 브라우저
- 이맥스 - 문서 편집기
- vi-vim 문서 편집기
- 김프 - 이미지 편집기
- 잉크스케이프 - 그래픽 편집기
- 뮤즈스코어- 사운드, 음악 악보 편집기
- 아보가드로-전산화학, 분자모델링, 재료과학등에서 사용될 목적으로 만들어진 고급 분자편집 프로그램
- 블렌더-애니메이션, 3D 그래픽 및 영화영상 제작 프로그램

## 같이 보기
- 프리웨어
- 리처드 스톨만
- GNU
- 사유 소프트웨어